# Ophiohyalus gotoi
Ophiohyalus gotoi is een slangster uit de familie Ophiomyxidae.
De wetenschappelijke naam van de soort werd in 1915 gepubliceerd door Matsumoto.